# Festivalul Internațional de Muzică Primăvara de la Praga

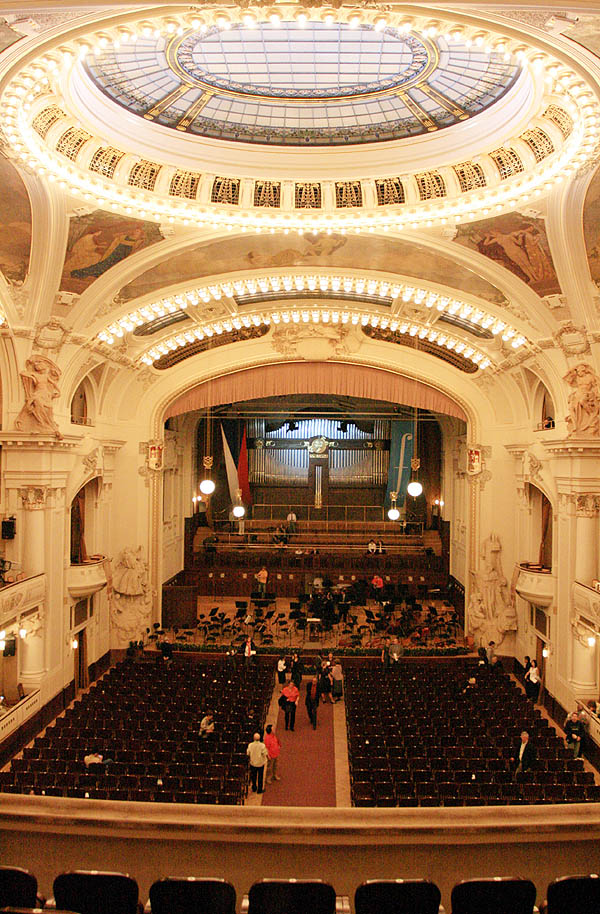
Primăria (Sala Smetana) din Praga, Republica Cehă, servește ca unul dintre principalele locuri unde se desfășoară anual Festivalul Primăvara de la Praga.

Festivalul Internațional de Muzică Primăvara de la Praga (în cehă Mezinárodní hudební festival Pražské jaro, pe scurt în cehă Pražské jaro, Primăvara de la Praga) este un festival ce reunește artiști remarcabili, orchestre și ansambluri de muzică de cameră din lume.
Primul festival a fost organizat sub patronajul președintelui cehoslovac Edvard Beneš, iar comitetul de organizare a fost alcătuit din personalități importante ale vieții muzicale cehe. În acel an, 1946, Orchestra Filarmonică Cehă își sărbătorea cincizeci de ani de existență și a fost însărcinată să cânte în toate concertele orchestrale. Proiectul a fost inițiat de către Rafael Kubelík, dirijor șef al orchestrei în acel moment. Astfel, muzicieni precum Karel Ančerl, Leonard Bernstein, Sir Adrian Boult, Rudolf Firkušný, Jaroslav Krombholc, Rafael Kubelík, Moura Lympany, Evgeny Mravinsky, Charles Münch, Ginette Neveu, Jarmila Novotná, Lev Oborin, David Fiodorovici Oistrah, Ken-Ichiro Kobayashi și Jan Panenka au primit ovații entuziaste pe scena festivalului. Din 1952, festivalul debutează pe 12 mai — aniversarea morții lui Bedřich Smetana — cu ciclul de poeme simfonice Má vlast (Țara Mea), și obișnuia să se termine (până în 2003) cu Simfonia nr. 9 de Ludwig van Beethoven.
Festivalul comemorează importante aniversări muzicale, inclusiv prin lucrări ale compozitori incluși în programele sale, și prezintă premiere mondiale și cehești ale unor compoziții realizate de autori contemporani. Artiști și orchestre de cea mai înaltă calitate sunt invitați să cânte aici. Printre cei care au apărut la festival se numără Sviatoslav Richter, Lorin Maazel, Herbert von Karajan, Mstislav Rostropovich, Julian Lloyd Webber, Boris Pergamenschikow, Lucia Popp, Kim Borg, Sir Colin Davis, Maurice André, Dmitri Sitkovetsky, Leonid Kogan, Paul Klecki, Gustav Leonhardt, Anne-Sophie Mutter, Alfred Brendel, Heinrich Schiff, Leopold Stokowski, Arthur Honegger, Arthur Rubinstein și Gennady Rozhdestvensky.
Locul tradițional de desfășurare a Primăverii de la Praga este sala de concerte Rudolfinum, o venerabilă clădire neorenascentistă, cu un excelent auditorium, situată pe malul râului Vltava. La aceasta se adaugă Casa Municipală din Praga (Obecní dům), care are o sală cu o capacitate mai mare.
Primăvara de la Praga pune un accent mai mare pe sprijinirea tinerilor interpreți. Concursul Internațional de Muzică „Primăvara de la Praga” a fost înființat la doar un an după festivalul în sine și este organizat în fiecare an cu diferite secțiuni instrumentale. Lista câștigătorilor competiției îi include pe Mstislav Rostropovich, Saša Večtomov, Natalia Gutman, James Galway și Maurice Bourgue.

## Concursuri pe discipline și laureați
- Pian: Martin Kasík, Ivo Kahánek
- Orgă: Václav Rabas, Aleš Bárta, Martin Slefuit, Jaroslav Tůma
- Vioară: Ivan Štraus, Bohuslav Matoušek, Ivan Ženatý, Petr Messiereur
- Violoncel: Mstislav Rostropovich
- Trompetă: Vladislav Kozderka, Vladimír Rejlek
- Trombon: Nicolas Moutier, Carl Lenthe
- Corn Francez: Radek Baborák
- Basson: Luboš Hucek, Václav Vonášek
- Oboi: Liběna Séquardtová
- Cântăreți: Dagmar Pecková, Štefan Margita, Magda Ianculescu
- Dirijori: Charles Olivieri-Munroe, Pierre-Michel Durand